# Pańska studnia
Pańska studnia to zbiór 14 opowiadań indyjskiego pisarza Premczanda. Opowiadania zostały napisane na początku XX wieku (pisarz zm. w 1936 roku) w języku hindi lub urdu. Pozycja została wydana przez wydawnictwo Czytelnik, zawiera 201 stron.
Literatura jest zwierciadłem epoki. W niej znajdują swój wyraz te same myśli i uczucia, które niepokoją ludzkie serca, pisze Premczand.

## Opowiadania

### Pańska studnia
To obrazek małżeństwa Dżokhu i Gangi. Żona co wieczór musi chodzić daleko do studni. Pewnego dnia woda z tej studni zostaje skażona padliną. Gangi podchodzi ukradkiem do studni, z której nie ma prawa nabierać wody. Przestraszona przez dziedzica nie śmie sięgnąć po czystą wodę. W domu chory mąż pije wodę śmierdzącą padliną...

### Spełniony obowiązek
Skórnik Dukhi i jego żona Dzhurija potrzebują błogosławieństwa bramina, aby móc ożenić syna. Jako człowiek z niskiej kasty musi cierpliwie czekać na łaskawą zgodę pandita. Bez protestu rąbie dla niego drewno. Żona pandita zasłaniając się skrawkiem sari przed nieczystym spojrzeniem każe mu pracować. Nie karmiąc go. Głodny, coraz słabszy Dukhi haruje w milczeniu czekając, aż pandit się nad nim zlituje. Gdy w końcu pandit wykąpany namaszczony podchodzi do skórnika z kadzidłem zamierzając pójść do jego domu, z przerażeniem widzi, że wymęczony biedak leży nieżywy. Co zrobić z bezczeszczącym podwórze bramina trupem? Skórnicy nie przyszli po niego, a bramin sam nie może dotknąć ciała człowieka z niskiej kasty. Nocą bramin wlecze trupa za wieś. Po powrocie myje się, czyta modlitwę do Durgi, święci mieszkanie wodą z Gangesu. A na polu szakale, sępy i psy ucztują na ciele Dukhi.

### Godność zawodu
Pracz Beczu czuje się na wsi potrzebny. Czyste ubranie potrzebne jest na każdą okazję – smutną i radosną. Ale gdy za sprawą susza wysychają potoki prać trzeba w odległym stawie czekając z innymi na swoją kolejkę. Beczu nie radzi sobie. Zwija swój dobytek i opuszcza wieś. W mieście wody nie brakuje. Wreszcie mu się powodzi. Czasem przez jeden dzień zarobi tyle, ile na wsi przez rok. Zmienia się. Nowa fajka. Przestaje chodzić boso. Jedzenie z grubej mąki zaczyna mu szkodzić. Wódkę pije nie tylko, aby uczcić święto, ale i aby odegnać zmęczenie. Żona domaga się ozdób, dzieci łakoci. W dobrobycie zaczyna im brakować pieniędzy. Aby pokryć rosnące wydatki żona Becza zaczyna pożyczać oddawane do prania ubrania. Najpierw go to oburza, ale gdy w chorobie brakuje na lekarstwa, sam stwierdzając, że miasto nie jest dla uczciwych, pożycza powierzoną mu  odzież. Jeden z gości weselnych rozpoznaje na kimś swoją wspaniałą szatę z Benaresu. Jest  jednak przekonany, że pracza okradziono. Nie wątpię w jego uczciwość!, mówi o Beczu. Przesadna pochwala może wywrzeć większy wpływ niż słowa prawdy.  Pracz Beczu czuje się zawstydzony. To przemienia jego serce. Gdy w domu ma się odbyć małżeństwo jego najstarszego syna Malkhana, żona chce się postawić, choćby za cenę kolejnej nieuczciwości. Beczu mówi: NIE.

### Sati
To historia o sati Czinta Devi. Wyrosła na brzegu Jamuny w mieście Kalpi. Osierocona wcześnie przez matkę, mając 13 lat straciła ojca. Zginął na polu bitwy. Nie płakała po nim Czyż może być piękniejsza śmierć? Oddał życie, by uwolnić ziemię indyjską. Jej hart ducha uczynił z niej wodza. Jej imię stało się symbolem zwycięstwa.
Pewnego razu w jej życiu pojawił się młody radźput Ratnasigh. Zaryzykował życie broniąc jej od zamachu. Czuwała przy nim lecząc go z ran. I przy tym łożu ujęta jego poświęceniem zrezygnowała z planów bycia brahmaczariną, ascetką. Dokonała Swajamwary – sama wybrała sobie męża.
Teraz zakochanemu radżputowi trudniej już było o męstwo. Tam gdzie przedtem była w nim chęć zwycięstwa, teraz pojawiło się pragnienie miłości. W zwycięskim pochodzie Marathów nie oddał życia za Radźputanę. Zginęło wielu wojowników, ale on uszedł z nim, by móc się jeszcze cieszyć miłością Czinty Devi.
W fortecy radźpuckiej  szykowano stosy pogrzebowe. W miejscu, gdzie na ołtarzu weselnym Czinda Devi złożyła mężowi swoje życie  teraz płonął stos ofiarny. Wstępując na niego dotrzymywała swej obietnicy. Nagle pojawił się jej ocalony małżonek. Nie uznała go. Weszła w ogień mówiąc: Mój mąż dla ratowania życia nigdy nie wyrzekłby się dharmy wojownika. Zrozpaczony Ratnasingh rzucił się za nią w płomienie.

### Cierpienie ubogich
Munsi Ramsewak cieszył się w wiosce dużym autorytetem. Żył z prawa, jego rady podtrzymywały jego pozycję.  ale źródłem dochodu były dla niego przede wszystkim pieniądze wdów i starych, które brał na przechowanie. Nigdy nie zamierzając ich oddać. Tak też stało się z pieniędzmi wdowy  po braminie Mungi. Munsi wydzielał z nich jej trochę co miesiąc szyderczo dopytując się, kiedy wreszcie umrze.  W końcu okazało się, że nie ma już dla niej pieniędzy. Wydał je. Munga próbowała dochodzić swych praw, lecz gniew słabych w sądzie jest bez szans. Pańczajat wioski uwierzył słowom Munsi Czy ja mógłbym zabrać pieniądze biednej wdowie?. Bezsilna Munga straciła z rozpaczy rozum. Półnaga, z odkrytą głowa włóczyła się po ruinach. Dzieci na jej widok uciekały. Zatrzaskiwały się przed nią drzwi domostw. Ramgulam, syn Munsiego kpił z niej, wylał jej na głowę nawóz. Jej krzyk "Chcę twojej krwi!" przeraził Nagin, żonę Munsiego. Nawet bogini chce tylko krwi kozła, a Munga chciała krwi jej męża!  I Munga rzeczywiście rozliczyła się z nim za swoją krzywdę umierając pod jego drzwiami. Nawet doprowadzenie do śmierci krowy czyni człowieka wyklętym. Nikt go nie dotknie, nosiwoda nie przyniesie mu wody, fryzjer go nie ogoli. A kara za śmierć bramina surowsza. Munga wiedząc o tym czekała na swoją śmierć przed domem Munsiego.  Teraz jego prestiż zniknął. Nawet zamiatacz z najniższej kasty nie przyjąłby wody podanej przez niego. Jego odrzucenie odebrało zdrowie żonie. Nagin zaczęła śnić koszmary, potem straciła przytomność. Zmarła. Strach odebrał jej życie.  Nikt nie chciał oddać ostatniej posługi Nagin. Kto przyszedłby pod dom zabójcy? Na brzeg Gangesu jej zwłoki zwieźli tylko on i syn. Zrozpaczony Munsi udał się na pielgrzymkę, do Badrinath. Wrócił jako pokryty popiołem, długowłosy asceta. Z dzbankiem na wodę siadł po drzewem. W międzyczasie spłonął jego dom. A Ramgulan wychowywany przez stryja kradł. Złapany i zbity podpalił stodołę. Oddano go do poprawczaka.

### Stary Sudżan
Wieśniak Sudżan wzbogaciwszy się zaczął się w coraz większym stopniu oddawać pobożności. Dom wypełnili bramini i wędrowni mnisi. Z czasem Sudżan zdecydował się pędzić życie bhakty – świętobliwego ascety. Jego dzień wypełnił się ablucjami, religijnymi dysputami i modlitwami.  Unikał zwad, kłamstwa. Z czasem jego rosnąca świętość zaczęła drażnić synów. Żona widziała w nim już tylko nieroba. Szanowany we wsi, lekceważony w rodzinie. Pewnego dnia syn nie pozwolił mu dać żebrakowi jałmużny.  Najpierw trzeba zarobić!, usłyszał od niego ojciec. Gdy Sudżan zrozumiał, że w zbudowanym przez siebie domu karmiony jest z łaski, odmówił jedzenia, ale słowa żony: Kto pracuje, ten rządzi domem, zmieniły jego decyzję. W nocy Sudżan naciął paszy, rano wyruszył w pole. Harował ciężej niż synowie. I sam po jakimś czasie zaniósł żebrakowi kosz z pszenicą. Odzyskując prawo do bycia gospodarzem w swoim domu.

### Stracone pole
Mimo że import cukru zniszczył cukrownię Harkhu w pańczajacie nadal liczono się z jego autorytetem. Gdy na Hardhu przyszedł czas umierania jego syn Girdhari opiekował się nim troskliwie. Hirdhu zmarł w święto Holi. ze względu na żałobę wieś nie świętowała Holi. Nie sypano się kolorowymi proszkami, nie grzmiały bębny, nie raczono się haszyszem. ("To tylko w mieście nikogo nie obchodzą cudze sprawy, a płacz nieszczęśliwych nie dociera do uszu innych"). Syn zadłużył się, aby wyprawić ojcu pogrzeb godzien jego życia. Od tego czasu zaczęły się kłopoty. Gdy już klejnoty żony zostały sprzedane, zabrano mu świętą pamiątkę po ojcu – pole. Ta strata zmieniła jego sytuację we wsi. Do tej pory był gospodarzem, liczono się z jego głosem w sprawach wsi. Teraz przestano go szanować. Nie miał prawa zabierać głosu jak równy. Wypominano mu, że wpadł w długi za dużo wydając na pogrzeb ojca.  Gdy nadszedł siewów, pozbawiony pola Girdhari czuł się jak ryba wyrzucona z wody. Gdy zabrakło mu paszy dla zwierząt zabrano mu bydło. Siła odrywali go od zwierzęcia ("jak dziewczynie za mąż wydawanej ciężko im opuszczać dom rodzicielski"). Po tym zdarzeniu Grdhari zniknął. Pojawił się na "swoim polu". Na oczach nowego właściciela Kalik-ad-Dina wskoczył do studni. Została po nim rodzina. Pracujący w cegielni syn i matka. Nie zasiadają na wiejskich zebraniach. Nikt nie liczy się z głosem rodziny robotnika, a nie gospodarza. A Kalik ad-Din porzucił w przerażeniu pole. Płacze na nim teraz tylko cień Girdhariego.

### Mój pierwszy utwór
13-letni chłopiec. Nie zna hindi. Zaczytuje się w przełożonych na urdu puranach (legendach i religijnych pouczeniach). Jedyna ważna osoba jest wuj – pobożny, codziennie przed posążkiem Śiwy zapalający lampkę, nadużywający haszyszu. Pewnego dnia w jego życiu  pojawia się dziewczyna. Wuj zakochuje się w dziewczynie z kasty skórników. Urzeczony jej lśniącymi od oliwy włosami kupuje jej  w święto Holi sari. Champę rodzina uznaje za zhańbioną. Gdy skórnicy zaczynają wyważać wrota przerażony odmawia "40 Hanumanowych modlitw". Pobity, poniżony. Przetrwał w pierwszym utworze, który pisze 13-letni chłopiec.

### Całun
Ghisu z bratem to dwa swobodne ptaki. Obca im troska o jutro. Zadłużeni, pogardzani, bici. Póki w domu choć garstka maki, nie pracują. Teraz życie wymaga od Ghisu troski o rodzącą żonę Budhiję. Jasne jest, że kobieta nie przeżyje porodu. Umiera w bólach. Ghisu czeka jej końca, aby móc wreszcie pójść spać. Zostawia ją samej sobie. Wspominając najpiękniejszą chwilę w życiu – ucztę weselną u dziedzica, bracia zasypiają "skuleni jak węże". Rano znajdują Budhiję martwą. Obok niej leży wpół urodzone dziecko. Muchy chodzą po ich twarzach. Skąd zdobyć całun i drwa na stos? Kobiety ze wsi użaliwszy się nad umarłą zebrały pieniądze na całun. Bracia zastanawiają się nad bezsensem kupowania całunu, który przecież i tak spłonie. Przepijają go ucztując w knajpie.
Szczęśliwa Budhija, która tak szybko zerwała z marnościami życia!

### Jak ceni się mleko
Bhunga, żona Gadara, z kasty usuwających nieczystości bhangów, pomaga przy porodach życząc rodzącej: "oby to nie była córka!" Pewnego razu bramińska rodzina Moheśnatha daje mu do karmienia dziecko. W ten sposób wysoko urodzony panicz Sureś staje się mlecznym braciszkiem jej synka Mangala. Ku oburzeniu innych braminów. Zlecono pokutę i oczyszczanie. Wszystko wróciło na swoje miejsce.
Na rodzinę bhangów spadło nieszczęście. Epidemia cholery zabrała Gadara, a gdy niedługo potem Bhunga zmarła od ugryzienia węża mały Mangal pozostał sam. Krążył wciąż koło domu Mahesnatha. Podarta mata, dwa gliniane naczynia, zniszczone dhoti po Sureśu i bezdomny pies. To był cały świat Mangala śpiącego nocami pod drzewem nim. Chłopiec nie zdawał sobie sprawy z różnicy dzielącej go od innych. Nie rozumiał, czemu nikt nie chce się z nim  bawić. Gdy pewnego razu Sres zaprosił go do zabawy Mangala oburza,  że on w tej zabawie wciąż jest koniem, a Sureś jeźdźcem. Wyrzuca mu, że karmiony był przecież też mlekiem jego matki. Wściekły Sureś próbuje go zbić, ale "obfite jadło powoduje ociężałość". Nie może dogonić chłopca. Oburzona matka Sureśa wygania dziecko, ale wieczorem znów przed  domem bramina czekają na niego resztki jedzenia. Wdzięczny dzieli je z psem. Uważa, że karmienie go resztkami jest nagrodą za mleko, jakim jego matka wykarmiła Sureśa.

### Dawne zdarzenie
Pisarzowi pochlebia list chwalący jego twórczość. Między nim a wychwalającym go Umapati Narajan nawiązuje się korespondencja. Pewnego dnia Umapati odwiedza pisarza. Mówiąc, że okradziono go, prosi o pożyczkę. Przyjaciele pisarza widzą w nim oszusta. Po jakimś czasie Umapati odwiedza go znowu nie wspominając o zwrocie pieniędzy. Zamiast zwrotu prosi o kolejną pożyczkę. Pisarz przestaje odpowiadać na listy. Zawiedziony na Umapati odmawia pożyczki biednemu człowiekowi. Od każdego spodziewa się oszustwa. Rozżalony opisuje zdarzenie z Umapati w opowiadaniu. I dostaje od Umapati zwrot pieniędzy. I słowa: "Proszę mi wybaczyć". Żonę pisarza zdumiewa jego brak zrozumienia dla Umapatiego.

### Mój starszy brat
Dwaj bracia. Obowiązkiem starszego o pięć lat jest dbać o wychowanie i utrzymanie młodszego. Młodszy brat zdaje do następnej nie ucząc się. Woli od nauki puszczanie latawców. Mimo to rośnie w pychę. Tyle już wie! Czuje się lepszy od zajętego dbaniem o dom brata. Ale pycha jego zostaje ukrócona. Dociera do niego, że aby on rósł, jego brat zgodził się maleć.

### Posiew zbrodni
Dżodhpur. Dwie zaprzyjaźnione pary. Prythwisingh z żoną Durgakunwari. I jego siostra Radżnandini z mężem Dharnasinghem. Przyjmują na swój dwór Bradźwilasini. Urzeczeni jej wiedzą, pełni współczucia dla jej historii. Czyta ona im w sanskrycie, objaśniając poezję Kalidasy.
Pewnego dnia opowiada im historię swego życia. Pewien radźput zabił przypadkiem  krowę. Jej rozgniewany właściciel mimo wieku zdecydował się na walkę z radźputem. Umierając kazał swojej córce – Bradźwilasini przysiąc, ze pomści jego śmierć. Wzruszony jej historią Prythwisingh przysięga pomóc jej spełnić obietnicę złożoną umierającemu ojcu. Niestety, gdy jego szwagier Dharnasingh powraca z kampanii afgańskiej okazuje się, że to właśnie on jest poszukiwanym przez Bradźwilasini radźputem. Przysięga decyduje o honorze. Dharnasingh zgodnie z obietnicą zabił zabójcę ojca Bradźwilasini. A potem zapłakał.
Jego siostra Radżnandini szykuje się... stos czeka. Stroi się wybiera ozdoby, przewiązuje dłoń świętym małżeńskim węzłem, nogi barwi henną i okrywa je czerwona tkaniną, gdyż dziś idzie za swym mężem. Wchodzi na stos z drewna sandałowego, kładzie sobie głowę Dharnasingha na kolanach. Biją dzwony. Na stos padają kwiaty. Jej brat błaga ją o przebaczenie. A ona przeklina go za śmierć swego męża.
Miesiąc potem zostaje zamordowany w Delhi i kolejna żona wchodzi jako sati na stos pogrzebowy swego męża.

### Przykre wspomnienie
Garib – wykorzystywany przez wszystkich pokorny robotnik w biurze. Za radą pisarza zaczął szefowi i innym znosić prezenty w naturze, zyskując tym szacunek. Szanowany wzrósł w pychę, rozleniwił się. I zaczął wykorzystywać innych.